# Vanecsai Szever Mihály
Vanecsai Szever Mihály vendül: Miháo Sever z Vaneča (Vanecsa?, 1699 körül – Nemescsó, 1750 körül) magyarországi szlovén evangélikus lelkész. 1742-ben a németországi Halléban kiadott Réd zvelicsánsztva (Jövendő üdvözülés) című munkájában Szever Miháo Zvanecsa, vagy Vanecsaj Miháo néven van írva.
A Vanecsai megjelölést maga használta, azonban vita tárgya mit akar kifejezni vele. Egyes vélemények szerint a szülőhelyére utal, amely a vas vármegyei Vanecsa (Vaslak) (ma Vaneča, Szlovénia) lenne. Mások szerint Vanecsán volt pap. Előbbi azért is valószínűsíthető a leginkább, mert a faluban ma is nagyon gyakori Sever/Szever családnév. Tanulmányait Pozsonyban az evangélikus líceumban folytatta, az ottani feljegyzések tartalmazzák szüleinek nevét, mivel történetesen kisnemesi származású volt. Bizonyos Szever György és Márta nevű feleségének fia volt.
Papi hivatását illetően csak annyi világos, hogy Nemescsón szolgált és ott is halt meg. Kétszer házasodott, mindkét esetben németet vett feleségül. Az első házasságát a landaui Müllrein Katalinnal kötötte, annak halála után Zalai Gotlieb Rozinát vette el.
Vendül írt műve a harmadik ilyen nyelvű nyomtatott könyv volt a Temlin Ferenc-féle katekizmus és az Kotsmar Mihály által írt ábécés-könyv után. A könyvet, akárcsak az előző kettőt és a későbbieket, így Küzmics István alkotásait is Szászországban nyomtatták ki, a nyomdász neve nem ismert.
Szever később teljesen a feledés homályába merült. Anton Trstenjak fedezte fel újra a 19. században.

## Műve
- Réd zvelicsánsztva. Pouleg ednoga znamenüvanya toga nai poglaviteisega recsenya jedro zvétoga piszma, vu kterom te vöre nai véksi artikulusi grtüntani jeszo, ravno i tak nistere krátke molitve, i peszmi, vön dán záto, dabi nei li szamo drobna decza zetoga mleiko szpoznanya bosjega, i Jesussa Kristussa zaimati mogli, szebé vu vöri pokreipiti, vu nevoljái trostati, nego i sztareisi bi mogli szvoje, esche i viza brátja vu Kristussi, poleg etoga rouké pelanya, vucsiti opominati, ino troustati. Stámpano v-Halli Saxonszkoi, v-leti 1747.

## Külső hivatkozás
- Anton Trstenjak: Slovenci na Ogrskem, Maribor 2006.
- Magyar könyvek muravidéki szlovén tájnyelven 1715 - 1919